# Tongass National Forest

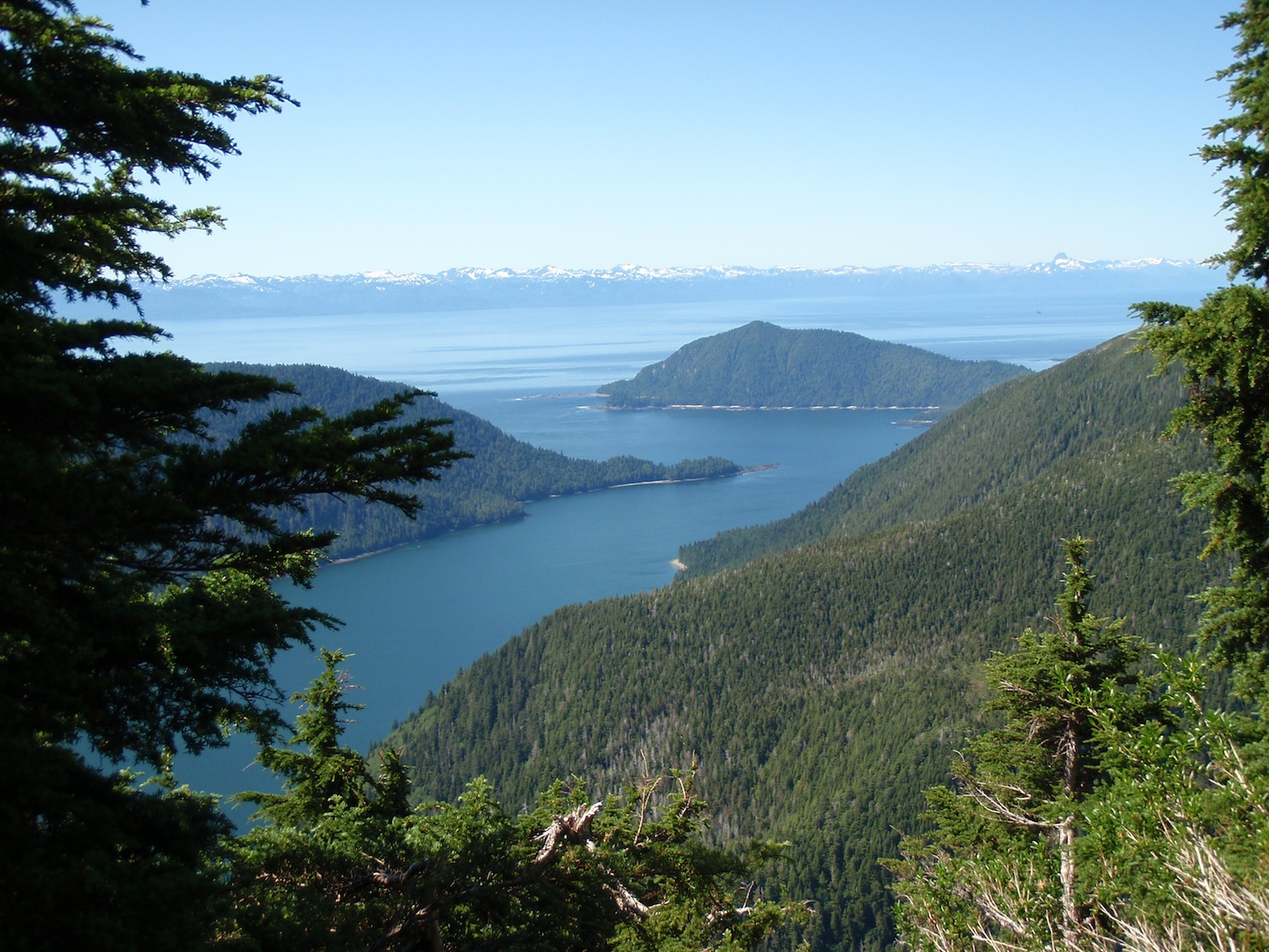
Port Malmesbury, in de Kuiu Wilderness

Het Tongass National Forest is een bosgebied in het zuidoosten van de Amerikaanse staat Alaska. Het bosgebied neemt bijna het volledige gebied in dat bekend staat als de Alaska Panhandle. Het is een National Forest onder het beheer van de United States Forest Service. 
Met zijn oppervlakte van 67.778 km² is het veruit het grootste van de 155 Amerikaanse National Forests. Het gebiedt strekt zich uit van de Alexanderarchipel tot de toppen van de Boundary Ranges van de Coast Mountains. Het gebied grenst aan de Grote Oceaan in het westen en de staatsgrenzen met Canada, meer specifiek met de provincie Brits-Columbia in het oosten.
Het werd op 10 september 1907 met een presidential proclamation door president Theodore Roosevelt als National Forest erkend. In het bos zijn niet minder dan negentien Wilderness Areas geïdentificeerd, wildernisgebieden met een gezamenlijke oppervlakte van meer dan 23.300 km², die beschermd worden door de Wilderness Act en opgenomen zijn in het National Wilderness Preservation System. Ook het Misty Fjords National Monument en het Admiralty Island National Monument maken deel uit van het National Forest en worden eveneens door de U.S. Forest Service beheerd.
Tongass is een gematigd regenwoud, gelegen in een gematigde klimaatzone met veel neerslag.
Het lokale hoofdkwartier van de Forest Service bevindt zich in Ketchikan. Die sturen negen ranger-districten aan gevestigd in Craig, Hoonah, Juneau, Ketchikan zelf, Petersburg, Sitka, Thorne Bay, Wrangell en Yakutat.